# Objecte binari gran
Un objecte binari gran (BLOB o blob) és una col·lecció de dades binàries emmagatzemades com una única entitat. Els blobs solen ser imatges, àudio o altres objectes multimèdia, encara que de vegades el codi executable binari s'emmagatzema com a blob. Poden existir com a valors persistents dins d'algunes bases de dades o sistemes de control de versions, o existir en temps d'execució com a variables de programa en alguns llenguatges de programació. Els blobs no s'han de confondre amb els fitxers binaris emmagatzemats en un sistema de fitxers.
Els blobs eren originalment grans trossos amorfes de dades inventats per Jim Starkey a DEC, que els descriu com "el que es va menjar Cincinnati, Cleveland o el que sigui" de "la pel·lícula de Steve McQueen de 1958", fent referència a The Blob. Més tard, Terry McKiever, una persona de màrqueting d'Apollo, va pensar que calia ser un acrònim i va inventar el backrònim Basic Large Object . Aleshores Informix va inventar un backrònim alternatiu, Binary Large Object.
El tipus de dades i la definició es van introduir per descriure dades no definides originalment als sistemes de bases de dades informàtics tradicionals, sobretot perquè era massa gran per emmagatzemar-les pràcticament en el moment en què es va definir per primera vegada el camp dels sistemes de bases de dades als anys setanta i vuitanta. El tipus de dades es va fer pràctic quan l'espai en disc es va fer barat. Aquesta definició va guanyar popularitat amb IBM Db2.
El terme s'utilitza a les bases de dades NoSQL, especialment a les bases de dades de magatzem de valors-clau com Redis. El terme també l'utilitzen idiomes que permeten la manipulació de blobs en temps d'execució, com JavaScript.
El nom "blob" és manllevat pel programari d'aprenentatge profund Caffe per representar matrius multidimensionals.
En el món del programari lliure i de codi obert, el terme també es pren en préstec per referir-se als controladors de dispositiu propietaris, que es distribueixen sense el seu codi font, exclusivament mitjançant codi binari; en aquest ús, el terme blob binari és comú, tot i que la primera lletra de l'abreviatura de blob ja significa binary.
Depenent de la implementació i la cultura al voltant de l'ús, el concepte es pot denominar alternativament com a "objecte gran bàsic" o "tipus de dades binàries".